# Cara Zavaleta
Cara Zavaleta (Bowling Green, Ohio, 15 de junio de 1980) es una modelo estadounidense que fue playmate del mes de noviembre de 2004.
Antes de iniciar su carrera como modelo, cursó estudios en el Instituto de su localidad natal, el Bowling Green High School, donde fue cheerleader (animadora).
Se graduó con la promoción de 1998.
Cara Zavaleta fue elegida por la revista Playboy Playmate del Mes en noviembre de 2004. Aparte de ello ha participado en varios vídeos Playboy y películas de bajo presupuesto, en una de las cuales conoció a su expareja David Giuntoli, con el que vivió en Chicago antes de mudarse a California.
Ella se definió a sí misma en Perfil de Playmate (vídeo) como una chica apasionada de la moda, risueña, con carácter y emprendedora, donde de un Reality de televisión salió la invitación para posar en Playboy y aceptó enseguida por calificarse así misma con exhibicionista y desinhibida.